# Георгій Лацабидзе

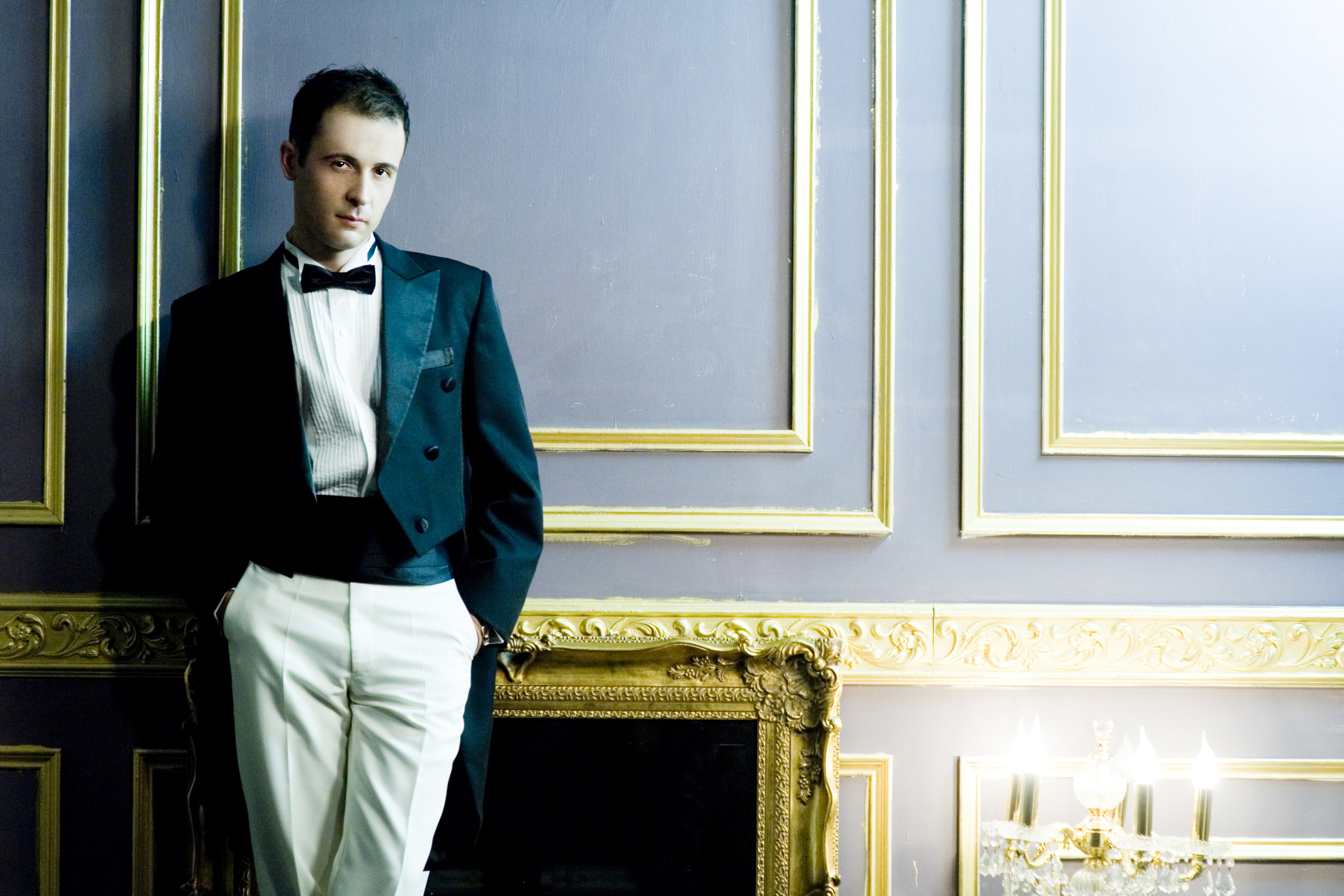
(2010)

Георгій Лацабидзе (груз. გიორგი ლაცაბიძე; 1978, Тбілісі) — грузинський та американський піаніст, композитор, доктор музичного мистецтва.
Народився у Тбілісі. 1996—2002 вчився в Тбіліській консерваторії в класі Rusudan Chodzava, У 2004 Георгій приїхав у Зальцбург вчитися фортепіано мистецтву у Klausa Kaufmanna, I в класі Stuewart Gordona в USC Thornton School of Music, Каліфорнія, Лос-Анджелес 2005—2010.
Його грі властиві блискуча віртуозність, вишуканість, експресія, артистизм, глибинне збагнення авторського задуму. Його звук з прозорим піаніссімо і надзвичайно багатим спектром динамічних відтінків визнають найбільш довершеним серед сучасних піаністів.
2003 року виїхав з Грузії та відтоді гастролює в різних країнах світу. Його репертуар охоплює широке коло композиторів від Й. С. Баха до Шнітке, проте переважають автори-романтики (Шопен, Шуман).
У 2005 році піаніст емігрував до США, де продовжував викладати як у приватний спосіб, так і в University of Southern California, Thornton School of Music. Розмовляє англійською, французькою, німецькою та російською мовами.
У 2007 — 2010 професор університету University of Southern California, Azusa Pacific University, а потім Glendale Community College.

## Відзнаки
- 1998- лауреат Міжнародного конкурсу піаністів у Кальярі, IV премія.
- 1999- лауреат Міжнародного конкурсу імені Рубінштейна у Париж, I премія.
- 2005- лауреат Міжнародного конкурсу імені Менухіна у Зальцбург.
- 2006- лауреат Міжнародного конкурсу «Young Pianists» у Лос-Анджелес.

## Дискографія
- Auf den Spuren von Wolfgang Amadeus Mozart Salzburgo, 2005
- Latsabidze: The Recital [Архівовано 17 лютого 2022 у Wayback Machine.] Los Angeles, LLC 2009
- 2007 — Twilight's Grace [Архівовано 26 вересня 2011 у Wayback Machine.] (Onward Entertainmnet, LLC)
- Claude Debussy: 12 Préludes. (Book II) — CD & DVD; Los Angeles, LLC 2010. (CharismARTist Int., & Onward Entertainment, LLC 2010)
- The IG-Duo performs works by Szymanowski, Brahms, Bizet-Waxman, Latsabidze. - DVD; Wigmore Hall, London. Red Piranha Films LLC 2010.
- 2011: CD/DVD: Frédéric Chopin: 24 Preludes, Op.28; Robert Schumann: Kreisleriana, Op.16. Goyette Records Co.